# Maccabi Ironi Asdod

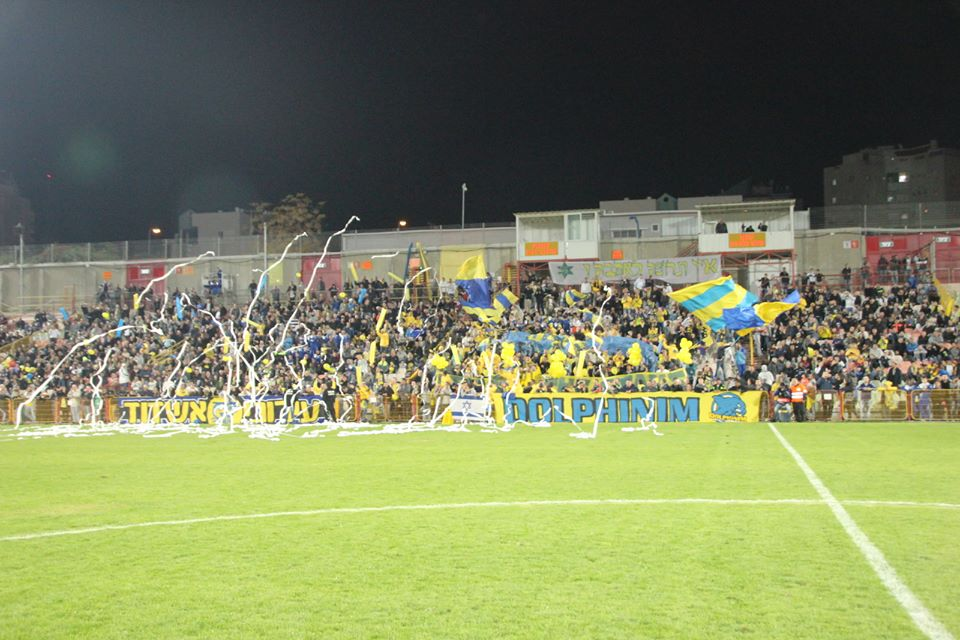
Aficionats, en el joc El derbi d'Ashdod

El Maccabi Ironi Asdod (hebreu: מכבי עירוני אשדוד), és un club de futbol Israelià de la ciutat d'Asdod. El club es va establir el 1961. En 1999 el municipi d'Ashdod va iniciar una unió del club amb el rival municipal Hapoel Ashdod. I configurar un nou club. Moadon Sport Ashdod.

## Història
El 1961 es va establir el Maccabi Ashdod Football Club. Al final de la temporada 1979/80, l'equip va avançar cap a la quarta divisió d'Israel. Al final de la temporada 1992/93, l'equip va avançar cap a la primera divisió d'Israel. En la temporada 1997/98 l'equip va arribar a les semifinals de la Copa d'Israel. I va perdre davant el Maccabi Haifa. El juliol del 1999, el club ha estat eliminat com a resultat de la consolidació.

### Reconstrucció
A l'abril de 2015, a iniciativa dels fanàtics, es va restablir el club. També es va establir un nou departament de joventut. Al final de la temporada 2015/2016, el grup sènior del club avançar cap a la quarta divisió d'Israel (Liga Bet).